# Дафнефорії

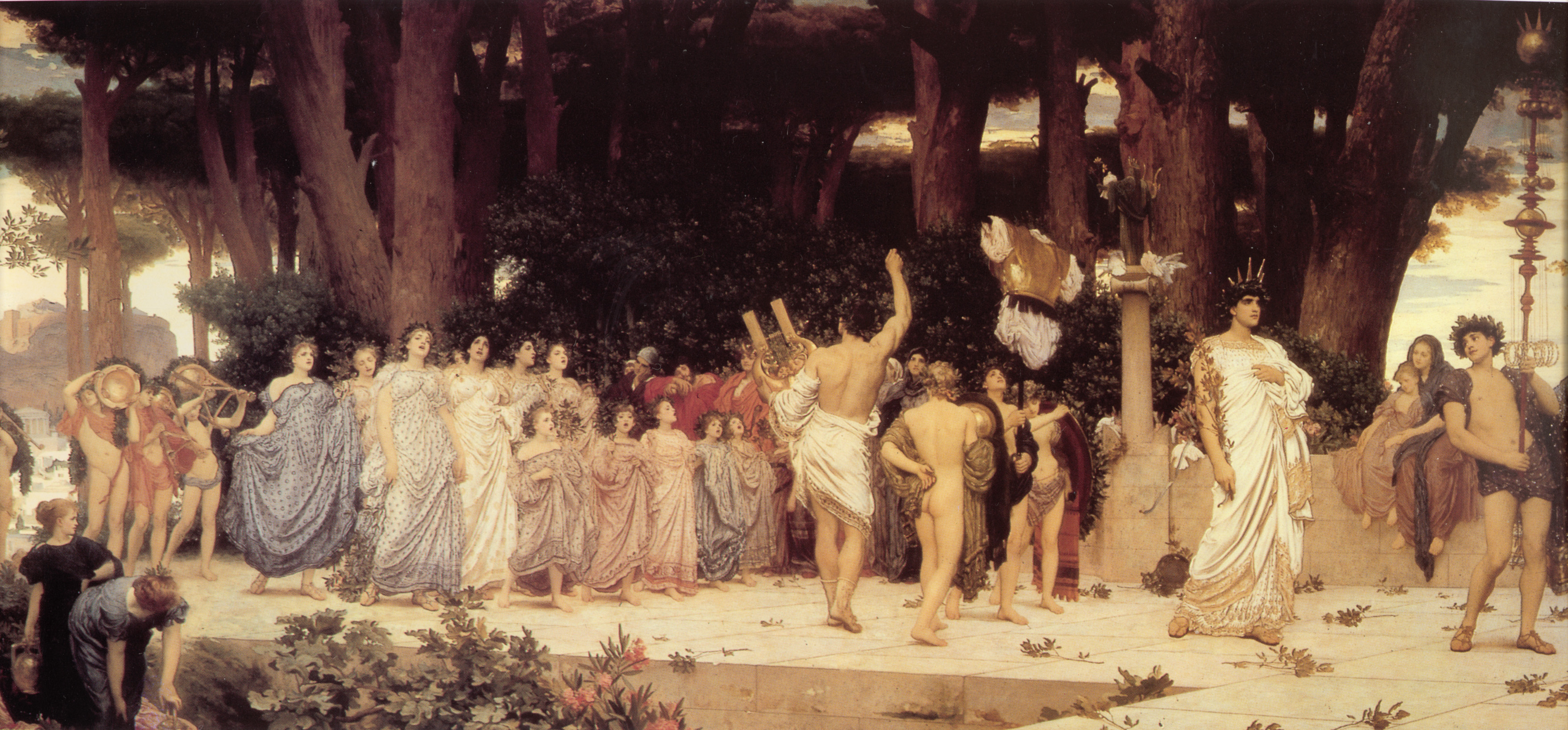
Дафнефорії, Фредерік Лейтон (1876)

Дафнеф́орії (грец. Daphnephoria) — давньогрецьке свято, яке відбувалося кожного 9-го року в Дельфах на честь Аполлона (як спогад про його каяття за вбивство Пітона). Очолював святкову процесію вродливий хлопчик (Дафнефор), який ніс оливкову гілку, обвиту 365 лавровими вінками і квітами; на вершку гілки була велика куля з прикріпленими до неї маленькими кульками, а на середині — куля середньої величини (символічно — сонце, місяць і планети);